# Patte d'oie (jambe)
En anatomie humaine, la patte d'oie est le lieu de convergence des tendons conjoints des muscles sartorius, gracile et semi-tendineux, au niveau de la partie médiale de l'extrémité proximale du tibia, avec en avant le tendon du muscle sartorius et en arrière le tendon du muscle semi-tendineux.
Elle se situe environ 5 cm sous la ligne articulaire tibiale médiale et superficiellement au ligament collatéral tibial de l'articulation du genou.

## Aspect clinique
Les tendons de la patte d'oie sont séparés du tibia par une bourse synoviale. Leur inflammation entraîne une bursite de la patte d'oie provocant des douleurs lors de la mobilisation de l'articulation du genou,.
Le tendon du muscle semi-tendineux peut être utilisé dans certaines techniques de reconstruction du ligament croisé antérieur.